# Epargyreus clarus
Bướm nâu đầu bạc (Epargyreus clarus) là một loài bướm thuộc họ Bướm nhảy. Người ta cho rằng nó là loài bướm nâu được nhận thấy nhiều nhất ở Bắc Mỹ.

## Miêu tả
Con trưởng thành có sải cánh dài khoảng 43–67 mm. Có trưởng thành có các đốm vàng trong mờ ở cánh trước và các dải bạc ở cánh sau.
Con sâu bướm có đaauf lớn màu nây với các đốt màu cam như mắt giả. Thân dài màu xanh lá cây.

## Vòng đời
Con trưởng thành xuất hiện ở các cánh đồng, vườn, rìa rừng. Nó phân bố từ miền nam Canada qua hầu hết Hoa Kỳ to miền bắc México; nó không có ở Đại Anh và miền tây Texas.
Con trưởng thành bay vào các thời kỳ ấm trong năm.
Con cái đẻ trứng gần nơi cây chủ của saau bướm. Con sâu bướm tự bò tới cây chủ. Con sâu cuộn lá cây chủ làm tổ, cuộn bằng tơ. They overwinter as chrysalids.

#### Thực phẩm của ấu trùng

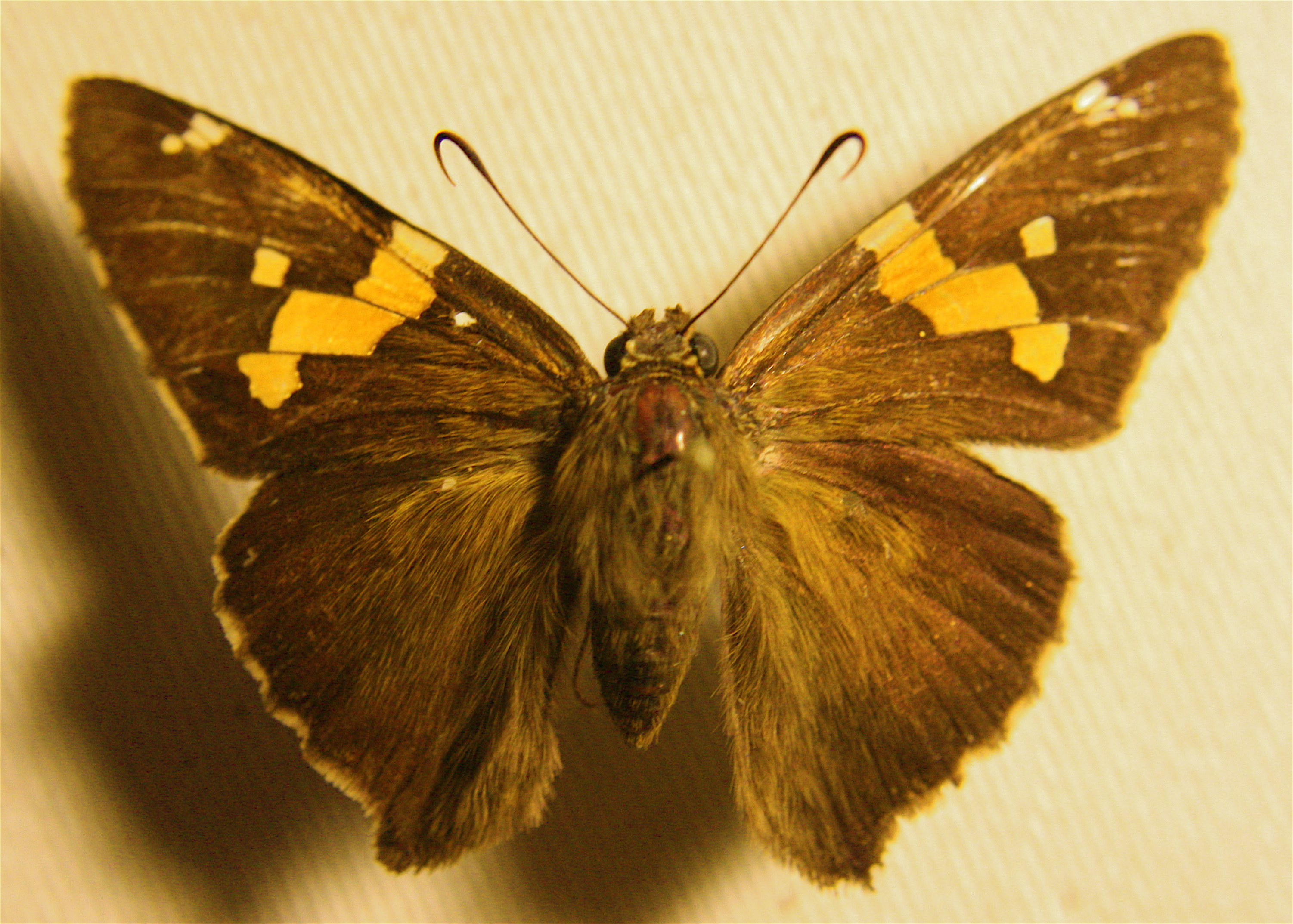
Pinned E. clarus

Ấu trùng ăn lá nhiều cây bụi. Cây chủ gồm:
- Gleditsia
- Wisteria
- Robinia pseudoacacia
- Amorpha
- Glycyrrhiza[2]

#### Nectar flowers
Adults almost never feed on yellow flowers. Among their favorites are:
- Lathyrus latifolius
- Asclepias syriaca
- Trifolium pratense
- Cephalanthus
- Liatris
- Thistle

## Hình ảnh

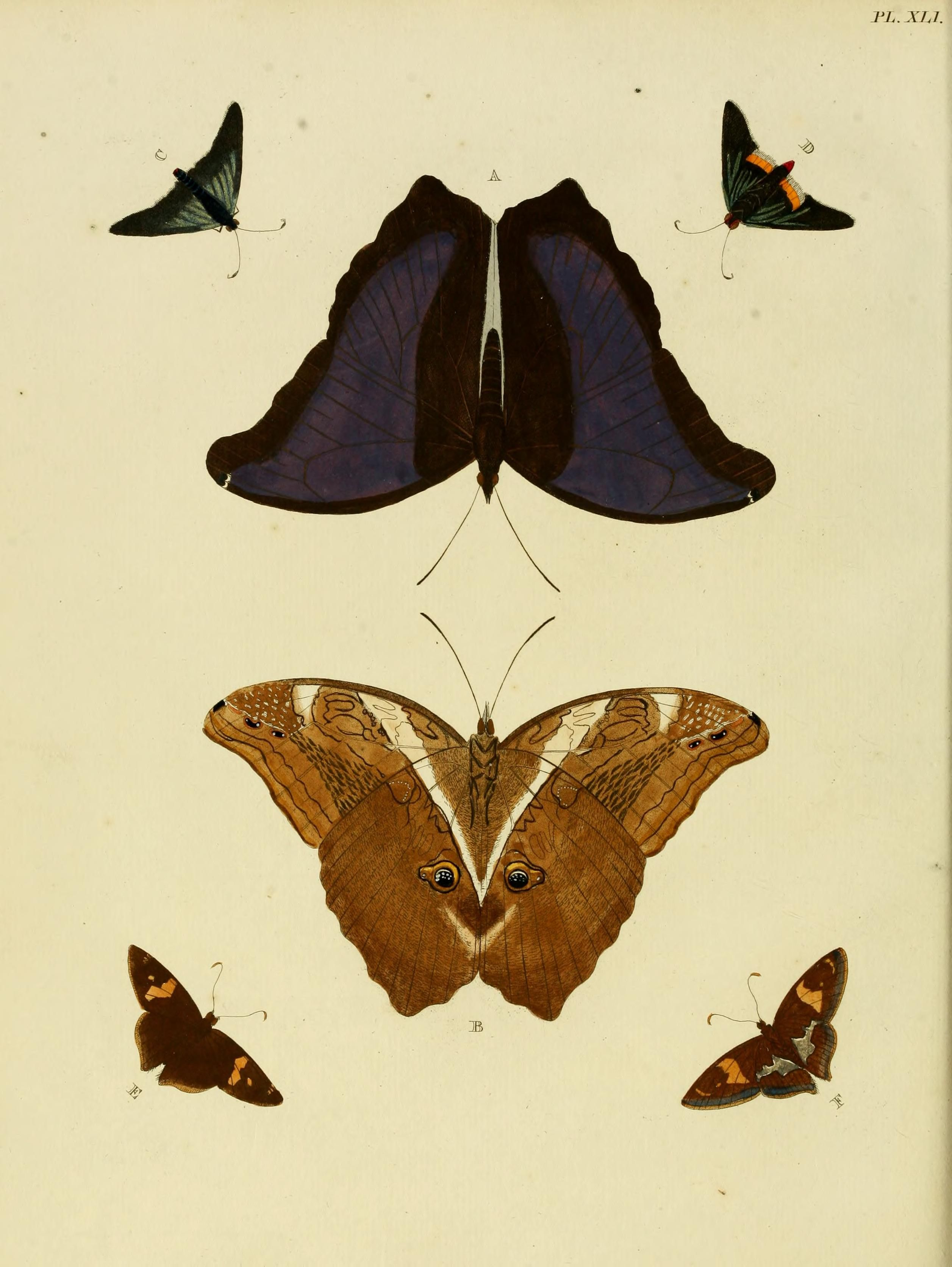
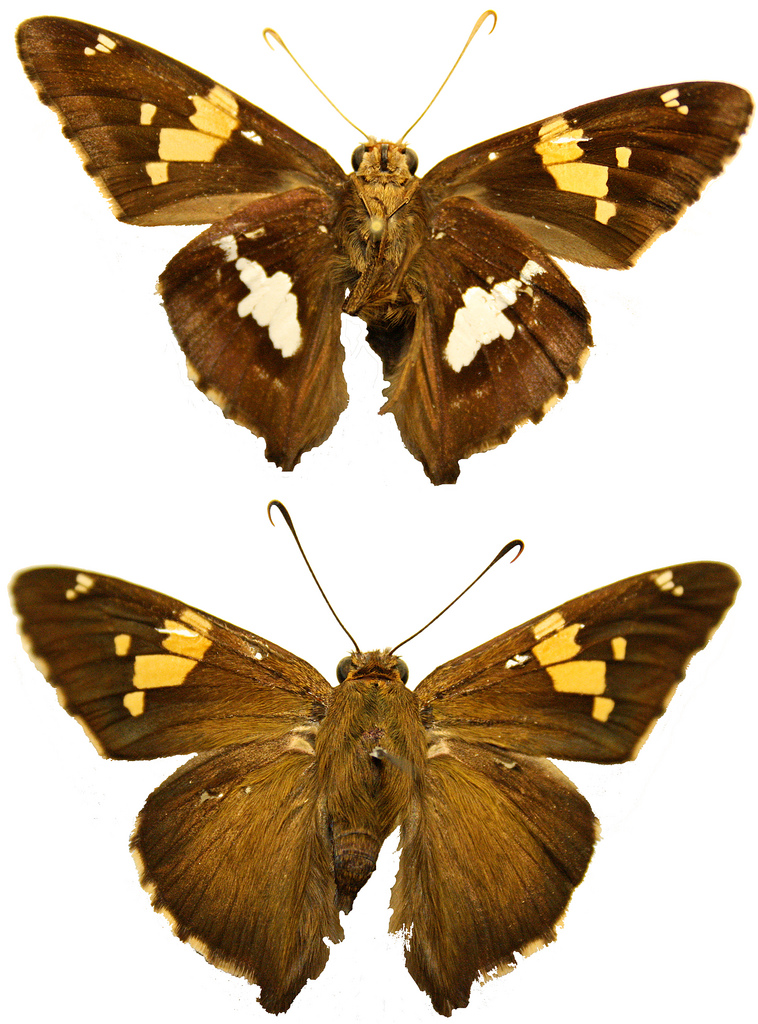
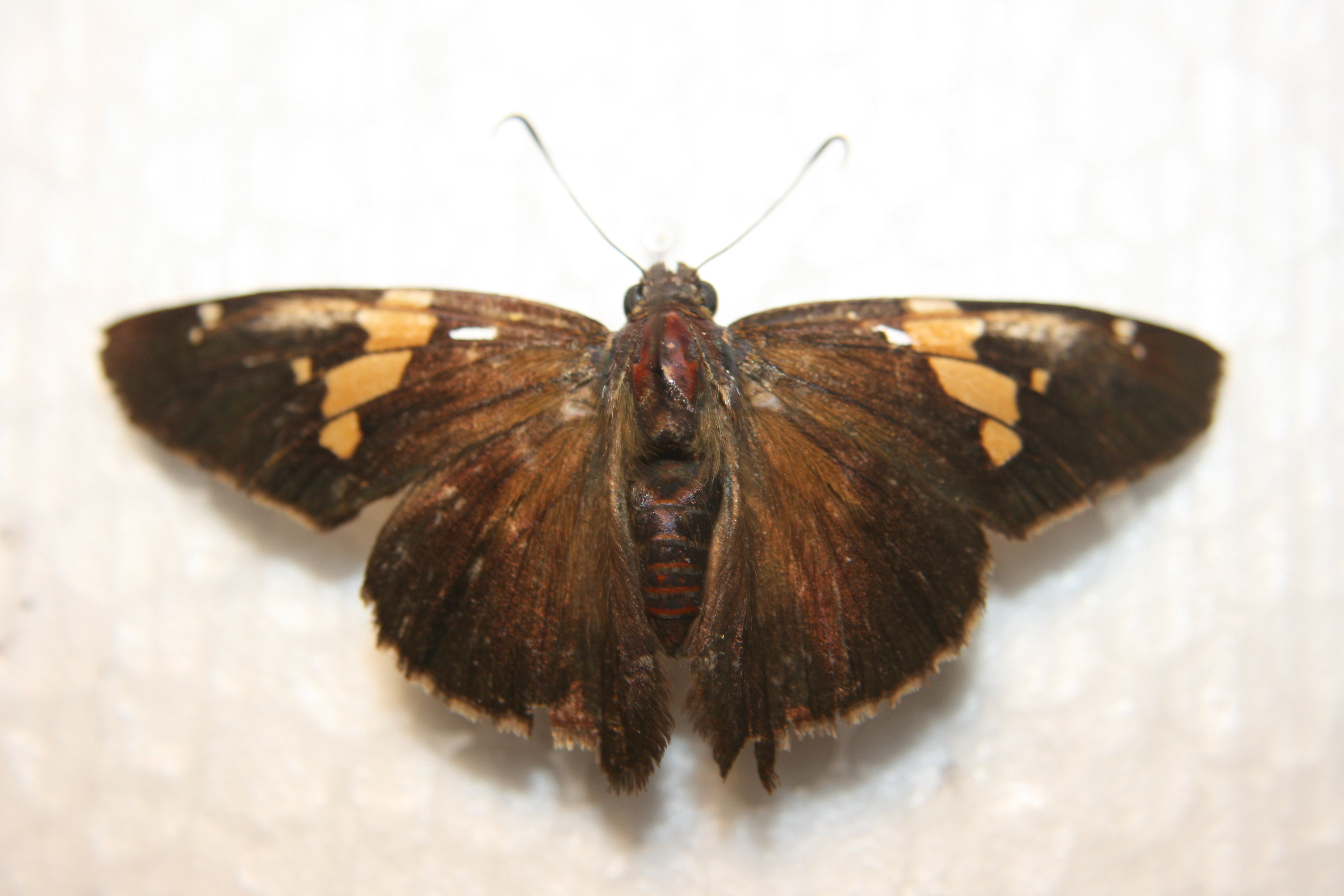
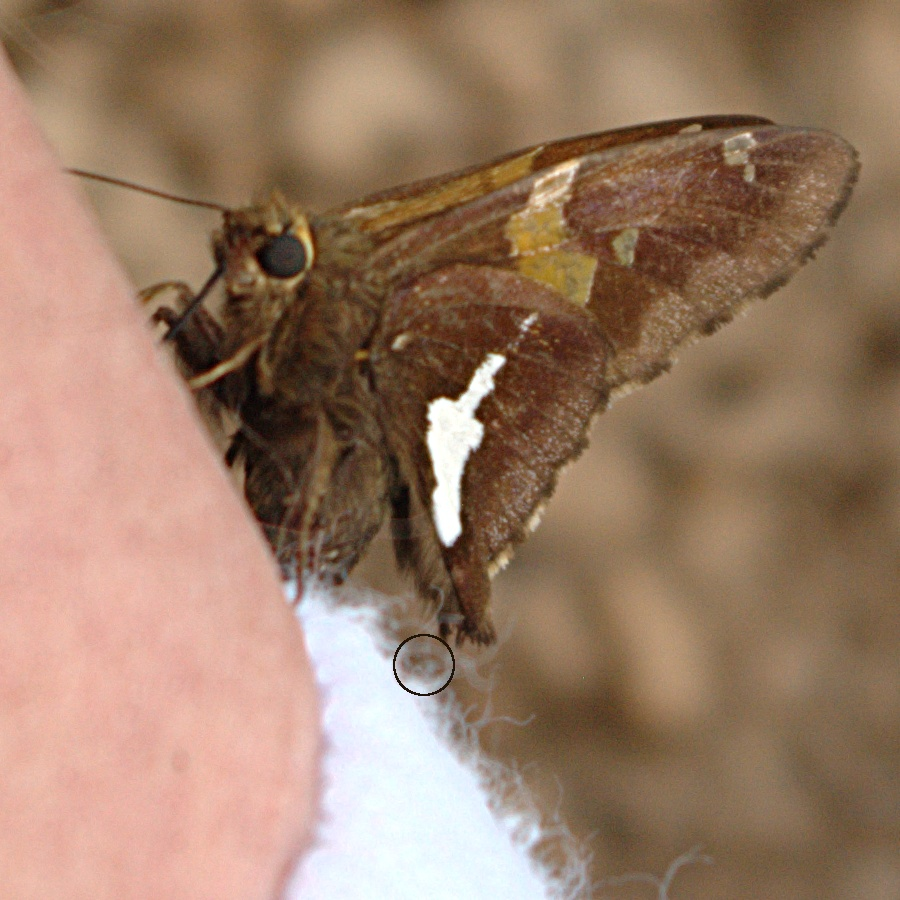